# Ryan Gibbons
Ryan Gibbons (Johannesburg, 13 augustus 1994) is een Zuid-Afrikaans wielrenner die sinds 2024 rijdt voor Lidl-Trek.

## Carrière
In 2013 werd Gibbons derde in de ploegentijdrit op de Afrikaanse wegkampioenschappen. In 2015 werd Gibbons onder meer vijfde op het nationale beloftenkampioenschap tijdrijden en vierde in zowel de Mayday Classic als de Hibiscus Cycle Classic. Mede hierdoor kreeg hij voor het seizoen 2016 een plek in het nieuw opgerichte Dimension Data for Qhubeka, de opleidingsploeg van Team Dimension Data.
Gibbons begon het seizoen 2016 met een vierde plek op het nationale kampioenschap tijdrijden. Hiermee was hij op ploeggenoot Stefan de Bod na de beste belofte. In september van dat jaar werd hij als stagiair bij Team Dimension Data zevende in de Coppa Bernocchi en twaalfde in de Ronde van het Münsterland. Als beloning voor zijn prestaties werd hij door de Zuid-Afrikaanse wielerbond geselecteerd voor de wegwedstrijd op het wereldkampioenschap, die hij echter niet uitreed.
In 2017 werd hij prof bij Team Dimension Data. In februari werd hij, na een dag eerder tweede te zijn geworden, derde in de tweede etappe van de Ronde van Langkawi. Dankzij bonificatieseconden nam hij de leiderstrui over van Scott Sunderland. In de overige zes etappes verdedigde hij de  leiding in het klassement met succes en won hij eenmaal. In de Ronde van Italië finishte hij zesmaal bij de beste acht renners, alvorens in de zestiende etappe niet meer van start te gaan.

## Overwinningen
2017
5e etappe Ronde van Langkawi
Eind- en puntenklassement Ronde van Langkawi
2019
 Afrikaanse Spelen ploegentijdrit
 Afrikaanse Spelen tijdrit
 Afrikaanse Spelen wegwedstrijd
2020
 Zuid-Afrikaans kampioen op de weg, Elite
2021
 Afrikaans kampioenschap op de weg
 Afrikaans kampioenschap tijdrijden
 Afrikaans kampioenschap ploegentijdrit
 Afrikaans kampioenschap gemengde ploegenestafette
 Zuid-Afrikaans kampioen tijdrijden, Elite
Trofeo Calvià
2024
 Zuid-Afrikaans kampioen tijdrijden, Elite
 Zuid-Afrikaans kampioen op de weg, Elite

## Resultaten in voornaamste wedstrijden
| Jaar | Ronde van Italië | Ronde van Frankrijk | Ronde van Spanje |
| ---- | ---------------- | ------------------- | ---------------- |
| 2016 |                  |                     |                  |
| 2017 | opgave           |                     |                  |
| 2018 | 84e              |                     | 82e              |
| 2019 | 91e              |                     |                  |
| 2020 |                  | 121e                |                  |
| 2021 |                  |                     | 36e              |
| 2022 |                  |                     |                  |
| 2023 | 68e              |                     |                  |
| 2024 |                  | 87e                 |                  |

| Jaar | Milaan-San Remo | Gent-Wevelgem | Ronde van Vlaanderen | Parijs-Roubaix | Amstel Gold Race |  | WK op de weg |  | Wereldranglijsten |
| ---- | --------------- | ------------- | -------------------- | -------------- | ---------------- |  | ------------ |  | ----------------- |
| 2016 |                 |               |                      |                |                  |  | opgave       |  |                   |
| 2017 |                 |               |                      | opgave         |                  |  |              |  | 339e (UWT)        |
| 2018 |                 | 53e           | opgave               | buit.tijd      |                  |  |              |  |                   |
| 2019 |                 |               |                      |                |                  |  |              |  |                   |
| 2020 |                 |               |                      |                |                  |  |              |  |                   |
| 2021 |                 | 39e           | 64e                  |                | 71e              |  | opgave       |  |                   |
| 2022 | 89e             |               |                      |                |                  |  |              |  |                   |
| 2023 |                 |               |                      |                | opgave           |  | opgave       |  |                   |
| 2024 | 136e            |               |                      |                |                  |  |              |  |                   |

## Ploegen
- 2016 –  Dimension Data for Qhubeka
- 2016 –  Team Dimension Data (stagiair vanaf 29-7)
- 2017 –  Team Dimension Data
- 2018 –  Team Dimension Data
- 2019 –  Team Dimension Data
- 2020 –  NTT Pro Cycling
- 2021 –  UAE Team Emirates
- 2022 –  UAE Team Emirates
- 2023 –  UAE Team Emirates
- 2024 –  Lidl-Trek
- 2025 –  Lidl-Trek

de Bod · Dlamini · Eyob · Gebreigzabhier · Gibbons · Girdlestone · Julius · Navarra · Ndayisenga · Salie · Uwizeyimana
Antón · Berhane · Boasson Hagen · Bos · Brammeier · Cavendish · Cummings · Debesay · Dougall · Eisel · Farrar · Fraile · Haas · J.Janse van Rensburg · R.Janse van Rensburg · Jim · Kudus · Meyer · Niyonshuti · Pauwels · Reguigui · Renshaw · Sbaragli · Siwtsow · Teklehaimanot · Thomson · Venter · van Zyl · Eyob (stagiair) · Gebreigzabhier (stagiair) · Gibbons (stagiair)
Antón · Berhane · Boasson Hagen · Cavendish · Cummings · Debesay · Dougall · Eisel · Farrar · Fraile · Gibbons · Haas · J. Janse van Rensburg · R. Janse van Rensburg · King · Kudus · Morton · Niyonshuti · O'Connor · Pauwels · Reguigui · Renshaw · Sbaragli · Teklehaimanot · Thomson · Thwaites · Venter · van Zyl · Dlamini (stagiair) · Eyob (stagiair) · Gebreigzabhier (stagiair)
Antón · Berhane · Boasson Hagen · Cavendish · Cummings · Davies · Debesay · Dlamini · Dougall · Eisel · Gebreigzabhier · Gibbons · J. Janse van Rensburg · R. Janse van Rensburg · King · Kudus · Meintjes · Morton · O'Connor · Pauwels · Renshaw · Slagter · Thomson · Thwaites · Venter · Vermote · van Zyl
Bak · Boasson Hagen · Cavendish · Cummings · Davies · de Bod · Dlamini · Eisel · Gasparotto · Gebreigzabhier · Gibbons · J. Janse van Rensburg · R. Janse van Rensburg · King · Kreuziger · Mäder · Meintjes · Nizzolo · O'Connor · Renshaw · Slagter · Thomson · Tiller · Valgren · Venter · Vermote · Wyss
Barbero · Battistella · Boasson Hagen · Campenaerts · Carbel · De Bod · Dlamini · Dyball · Gasparotto · Gebreigzabhier · Gibbons · Gogl · Iribe · Janse van Rensburg · King · Kreuziger · Mäder · Meintjes · Nizzolo  · O'Connor · Pozzovivo · Sobrero · Stokbro · Sunderland · Thomson · Tiller · Valgren · Walscheid · Wyss
Ardila · Ayuso (vanaf 15 juni) · Bjerg · Bystrøm · Conti · Costa · Covi · De la Cruz · Dombrowski · Fisher-Black (vanaf 14 juli) · Formolo · Gaviria · Gibbons · Hirschi · Kristoff · Laengen · Majka · Marcato · McNulty · Mirza · Molano · Muñoz · I. Oliveira · R. Oliveira · Pogačar · Polanc · Raboesjenka · Richeze · Trentin · Troia · Ulissi· Groß (stagiair)
Ackermann · Almeida · Ardila · Ayuso · Bennett · Bjerg · Brunel (tot 2/6) · Costa · Covi · Fisher-Black · Formolo · Gaviria · Gibbons · Groß · Hirschi · Hodeg · Laengen · Majka · McNulty · Mirza · Molano · I. Oliveira · R. Oliveira · Pogačar · Polanc · Richeze · Soler · Suter · Trentin · Troia · Ulissi · Andersen (stagiair) · Kluckers (stagiair) · Knight (stagiair)
Ackermann · Almeida · Ayuso · Bax · Bennett · Bjerg · Christen (vanaf 1/8) · Covi · Fisher-Black · Formolo · Gibbons · Groß · Großschartner · Hirschi · Hodeg · Laengen · Majka · McNulty · Molano · Novak · I. Oliveira · R. Oliveira · Pogačar · Polanc (tot 15/5) ·  Soler · Trentin · Ulissi · Vine · Vink · Wellens · Yates · Glivar (stagiair)
Bagioli · Bernard · Cataldo · Ciccone · Consonni · Declercq · Felline · Geoghegan Hart · Ghebreigzabhier · Gibbons · Hoole · Kirsch · Konrad · López · Milan · Mollema · Mosca · Nys · Oomen · Pedersen · Simmons · Skjelmose · Skujiņš · Stuyven · Tesfatsion · Theuns · Vacek · Vergaerde · Verona · Ronhaar (stagiair)